# Josef Gengler

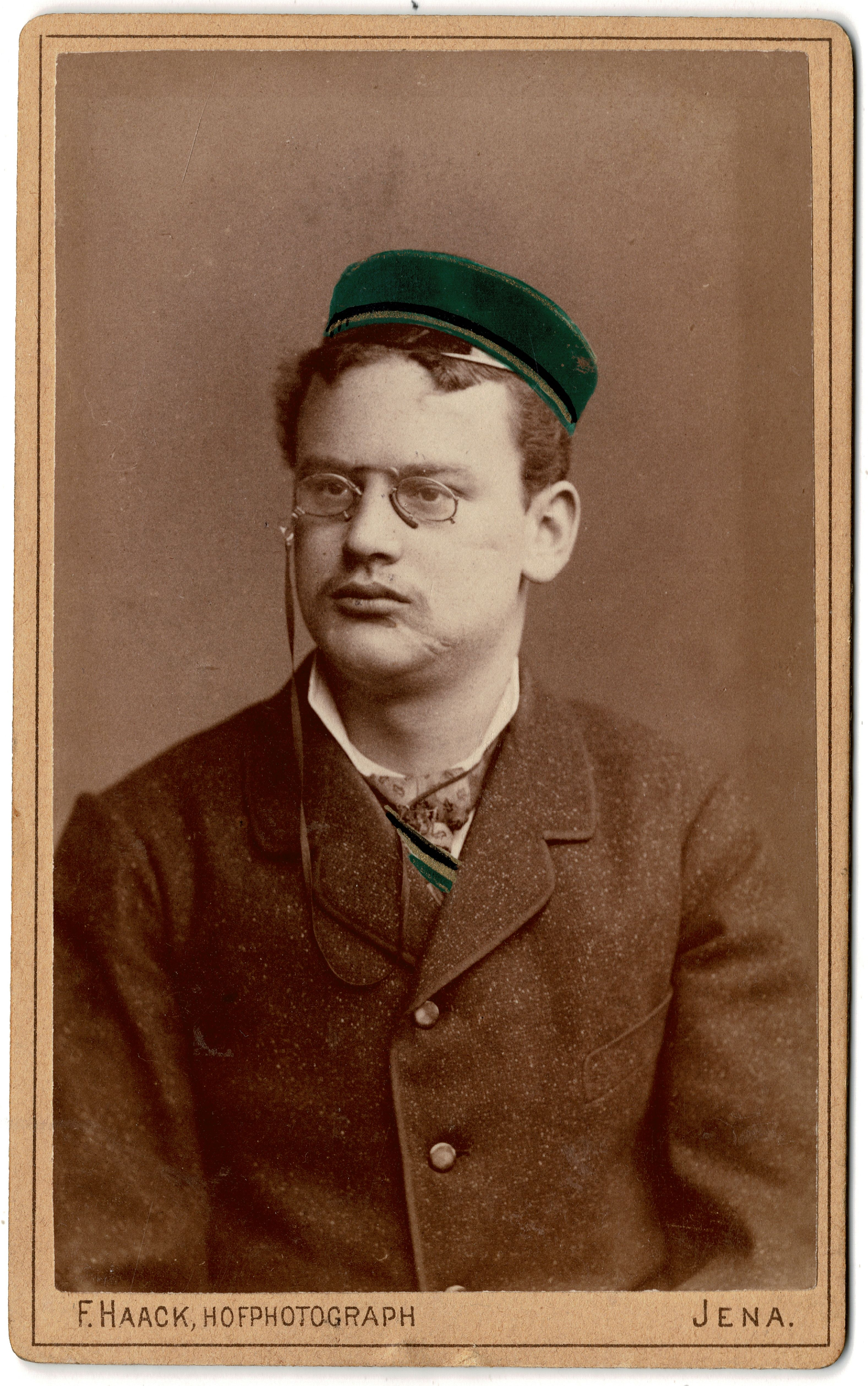
Josef Gengler als Student in Jena

Josef Gengler (* 13. April 1863 in Erlangen; † 27. April 1931 ebenda) war ein deutscher Arzt und Ornithologe.

## Leben
Josef Gengler war Sohn des Germanisten und Rechtshistorikers Heinrich Gottfried Philipp Gengler. Nach dem Abitur immatrikulierte er sich am 20. Oktober 1883 an der Friedrich-Alexander-Universität Erlangen für Medizin und Naturwissenschaften. Am 26. Mai 1884 wurde er im Corps Baruthia recipiert. 1885 studierte er an der Universität Jena, 1886 an der Ludwig-Maximilians-Universität München. Ab 1889 war er Assistenzarzt der Bayerischen Armee in Germersheim, ab 1892 in Erlangen. Seit 1893 Oberarzt, wurde er am 26. Juli 1894 in Erlangen zum Dr. med. promoviert. Als Stabsarzt (1898) war er in der Festung Metz und in Erlangen stationiert. Er wurde 1906 in Metz zum Oberstabsarzt ernannt und 1910 aus der Armee entlassen. Zu Beginn des Ersten Weltkriegs reaktiviert, übernahm er die Leitung eines Krankentransportzugs. Er wurde zum Generaloberarzt befördert. Nach dem Ersten Weltkrieg ließ er sich in Erlangen nieder, wo er sich neben der ärztlichen Tätigkeit der Ornithologie verschrieb. Als Heimatforscher widmete er sich der Folklore Mittelfrankens. Er war Mitarbeiter verschiedener Fachzeitschriften und Mitarbeiter am Mundartenlexikon der Bayerischen Akademie der Wissenschaften. Gesundheitlich angeschlagen, erlag er kurz nach seinem 68. Geburtstag einem Schlaganfall. Für den Erlanger Korpsphilisterverband legte Johannes Reinmöller am Sarg einen Lorbeerkranz nieder. Gengler wurde kremiert, die Urne in Nürnberg beigesetzt.

## Werk
Gengler war schon als Kind von der heimatlichen Vogelwelt begeistert. Er studierte daher neben Medizin auch Naturwissenschaften und befasste sich eingehend mit der Ornithologie. Gengler gehörte 1871 zu den ersten Mitgliedern des neu gegründeten Ornithologischen Vereins München, aus dem die Ornithologische Gesellschaft in Bayern hervorging. Er war Herausgeber der Materialien zur bayrischen Ornithologie, die 1899–1914 als Beilage der Verhandlungen der Ornithologischen Gesellschaft in Bayern erschien. Während seiner Zeit als Militärarzt setzte er seine Forschungen in Südosteuropa fort und veröffentlichte nach Kriegsende mehrere Werke über die Vogelwelt des Balkan. Gengler legte eine umfangreiche Sammlung von mehr als 3000 Vogelbälgen an, die er 1928 der Zoologischen Sammlung des Staates Bayern überließ. In jahrzehntelanger Archivarbeit trug er die Matrikel des Corps Baruthia zusammen (1928).

## Ehrungen
- Genglerstraße in Erlangen, seit 1964[6]
- Korrespondierendes Mitglied der Naturhistorischen Gesellschaft Nürnberg
- Silberne Medaille „Bene merenti“ der Bayerischen Akademie der Wissenschaften
- Ausschussmitglied der Deutschen Ornithologen-Gesellschaft
- Ausschussmitglied der Ornithologischen Gesellschaft in Bayern
- Ehrenmitglied der freiwilligen Sanitätskolonne Erlangen

## Schriften

### Bücher
- Bilder aus dem Vogelleben. Thomas 1911.
- Die Eulen. Band 1. Strecker & Schröders Vogelmerkbüchlein. Strecker & Schröders, Stuttgart 1911.
- Die Stare, Pirole und Würger. Band 2. Strecker & Schröders Vogelmerkbüchlein Stuttgart, Strecker & Schröders 1911.
- Das Liebesleben in der Vogelwelt. Strecker & Schröder, Stuttgart 1911.
- Das Familienleben der Vögel. Strecker & Schröder, Stuttgart 1914.
- Balkanvögel: ein ornithologisches Tagebuch. Verlagsbuchhandlung A. H. Pierer, Altenburg S.A., Leipzig 1920.

### Ornithologische Schriften
- Beobachtungen über Ruticilla tithys. Aus: Ornithologisches Monatsschrift. Jg. 28, Nr. 10, 1903.
- Wiederum ein scheinbar brütender Kuckuck. Hallein Victor Tschusi zu Schmidhoffen, Sonderdruck aus: Ornithologisches Jahrbuch. Jg. 15, H. 4, 1904.
- Der Formenkreis Emberiza citrinella L.: eine zoogeographische Studie. Aus: Archiv für Naturgeschichte. 85. Jg., 1919, Abt. A, 5. Heft.
- Graumeisen-Beobachtungen. Aus: Verhandlungen der Ornithologischen Gesellschaft in Bayern. 16, 1924, S. 159–166.
- Buchfinken-Studien. Aus: Verhandlungen der Ornithologischen Gesellschaft in Bayern. 16, 1924, S. 104–128.
- Die Vogelwelt Mittelfrankens. Aus: Verhandlungen der ornithologischen Gesellschaft in Bayern. Bd. 16, Sonderheft 1925.
- Die Vogelwelt der südlichen Rhön und ihres Vorlandes. Aus: Verhandlungen der Ornithologischen Gesellschaft in Bayern. 17, 1926/27, S. 432–492.

### Volks- und heimatkundliche Schriften
- Wie man in Erlangen spricht. Aus: Zeitschrift des Vereins für Volkskunde in Berlin. 1911, 4. S. 21–32.
- mit Jakob Dietz: Erlanger Heimatbuch. Junge, Erlangen 1921.